# Antiamericanismo

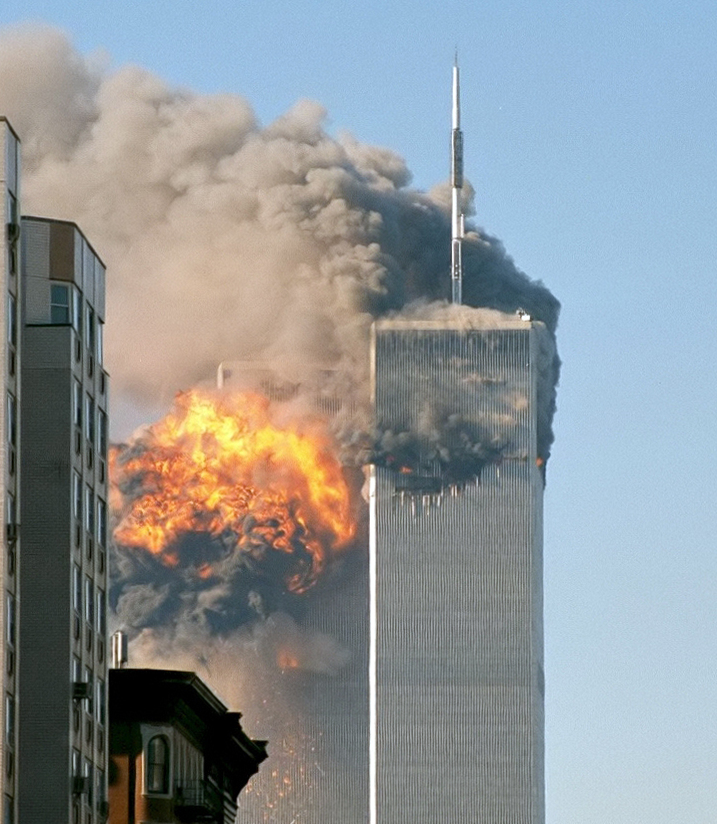
Os ataques de 11 de setembro de 2001 foram orquestrados pelo nacional saudita Osama bin Laden, cujos motivos incluíam oposição à política externa americana.

Antiamericanismo, também chamado "sentimento antiamericano", descreve uma posição hostil em relação à política, à cultura e à sociedade dos Estados Unidos da América. As definições geralmente se aplicam às políticas do governo dos Estados Unidos.
O termo e o conceito são alegadamente resultantes do que se percebe como a agressiva política externa, no que diz respeito a imposições econômicas e políticas, dos Estados Unidos; recentemente fala-se das gestões Bush, particularmente as Guerras do Iraque e Golfo Pérsico, ataques vinculados à dominação do petróleo do Oriente Médio e condenados pela ONU e parte significativa da opinião pública internacional.
A maior parte dos detratores da política dos Estados Unidos considera o termo e o conceito como carregados de preconceitos, e portanto, sem fundamento crítico.
Para Hobsbawm, o antiamericanismo é uma aversão aos Estados Unidos, de um ponto de vista crítico do modo de vida estadunidense interferindo negativamente na cultura e na sociedade através, por exemplo, do consumismo e do estilo de vida baseado em interesses econômicos, em detrimento de valores humanos e éticos. O antiamericanismo seria uma reação de outras nações que se sentem ameaçadas e coagidas pela dominação política, econômica e militar norte-americana – aversão e receio também presentes em períodos históricos anteriores, como nos contextos dos impérios Romano, Britânico, Português, Persa e outros.
Segundo a cientista política Marie-France Toinet, o termo não expressa apenas estereótipos e preconceitos, mas uma reação dos países que se sentem em perigo diante do império econômico e militar americano.

## Etimologia

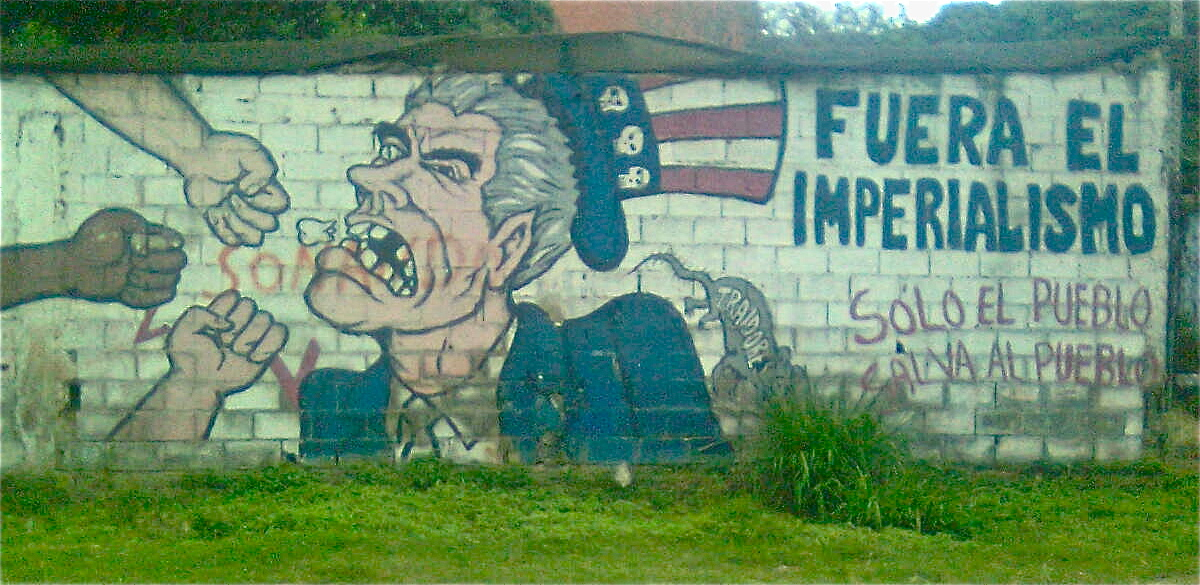
Grafite antiamericano em Caracas, Venezuela.

Nos Dicionários Oxford online, o termo "Antiamericanismo" é definido como "Hostilidade aos interesses dos Estados Unidos".
Na primeira edição do Dicionário Americano da Língua Inglesa da Webster (1828), o termo "antiamericano" era definido como "oposto à América, ou aos verdadeiros interesses ou governo dos Estados Unidos; oposto à revolução na América".
Na França, o uso da forma nominal antiaméricanisme foi catalogada desde 1948, entrando na linguagem política comum nos anos 50.

## Fundamentação
Bradley Bowman, um antigo professor da Academia Militar dos Estados Unidos, argumenta que as instalações militares dos Estados Unidos no estrangeiro e as forças lá destacadas servem como um "grande catalisador para antiamericanismo e radicalização". Outros estudos encontraram uma ligação entre a presença de bases dos EUA e recrutamento da Al-Qaeda. Estas bases são muitas vezes citadas por oponentes dos governos repressivos para provocar raiva, protesto, e fervor nacionalista contra a classe governante e os Estados Unidos. Isto, por sua vez, segundo JoAnn Chirico, causa preocupação em Washington que uma transição democrática possa levar ao fecho de bases, o que muitas vezes encoraja os Estados Unidos a estender o seu apoio a líderes autoritários. Este estudo sugere que o desfecho pode ser um ciclo intensificante de protesto e repressão apoiado pelos Estados Unidos. Em 1958, Eisenhower falou com a sua equipa sobre o que ele descreveu como uma "campanha de ódio contra nós" no mundo árabe, "não só pelos governos mas também pelas pessoas." O Conselho de Segurança Nacional, concluiu que era devido à perceção de que os EUA apoiam governos e corruptos e que opõem-se a desenvolvimento político e económico "para proteger o seu interesse no óleo do Oriente Próximo." O Wall Street Journal chegou a uma conclusão semelhante depois de pesquisar as opiniões de muçulmanos ricos e ocidentais depois dos Ataques de 11 de setembro. Nesta veia, o chefe do programa de terrorismo do Council on Foreign Relations acredita que o apoio americano para regimes repressivos como no Egito e Arábia Saudita é indubitavelmente um grande fator no sentimento antiamericano no mundo árabe.

## Interpretações
Um inquérito conduzido em 2017 pelo BBC World Service em 19 países, quatro dos quais avaliaram a influências dos EUA positivamente, enquanto 14 inclinaram-se negativamente, e um estava dividido.
Antiamericanismo começou a crescer no fim de 2010s no Canadá, América Latina, Médio Oriente, e na União Europeia, devido em parte pela forte impopularidade mundial das políticas da administração de Donald Trump, embora antiamericanismo seja baixo em vários países da Europa central e do leste devido a um sentimento anti-comunista mais forte entre vários antigos estados satélite do Pacto de Varsóvia da União Soviética e forte apoio para se juntar e manter entro da aliança da NATO. Depois das eleições de 2020 de Joe Biden como novo presidente, a visão global geral dos Estados Unidos voltou a ser positiva em geral mais uma vez.
Interpretações de antiamericanismo têm sido polarizadas. Antiamericanismo é descrito pelo sociólogo nascido na Hungria Paul Hollander como "um impulso incessante crítico às instituições sociais, económicas, e políticas americanas, tradições, e valores."
O publicador jornalístico e cientista político alemão Josef Joffe sugere cinco aspetos clássicos do fenómeno: reduzir americanos a estereótipos, acreditar que os Estados Unidos têm uma natureza irremediavelmente má, atribui o estabelecimento dos EUA a um poder vasto conspiratório com o objeto de dominar absolutamente o globo, ter os EUA como responsáveis de todos os males do mundo, e querer limitar a influência dos EUA destruindo-a ou cortando-lhe e à sua sociedade fora dos seus produtos e práticas poluidoras. Outros defensores da significância do termo argumentam que antiamericanismo representa uma corrente ideológica coerente e perigosa, comparável ao anti-semitismo. Antiamericanismo também foi descrito como uma tentativa de enquadrar as consequências de escolhas de políticas estrangeiras dos EUA como provas de um falhanço moral específico americano, ao contrário do que possam ser falhanços inevitáveis de uma política estrangeira complicada que venha com o status de superpotência.

O seu status de um "-ismo" é um suspeito muito constestado, no entanto. Brendon O'Connor diz que os estudos do tópico têm sido "irregulares e impressionistas", e vê os ataques unilaterais ao antiamericanismo como uma posição irracional. O académico americano Noam Chomsky, um crítico prolífico dos EUA e das suas políticas, afirma que o uso do termo dentro dos EUA tem paralelos com métodos usados por estados totalitários ou ditaduras militares; ele compara o termo a "antissovietismo", um rótulo usado pelo Kremlin para suprimir dissidentes ou pensamento crítico, por exemplo.
O conceito "antiamericano" é interessante. A contraparte é usado só em estados totalitários ou ditaduras militares... Assim, na antiga União Soviética, dissidentes eram condenados como "antissovietas". É um uso natural entre pessoas com instintos totalitários profundamente enraizados, que identificam polícia estatal com a sociedade, as pessoas, a cultura. Em contraste, pessoas com o mínimo conceito de democracia tratam tais noções com ridicularização e desprezo.
Alguns tentaram reconhecer ambas as posições. O académico francês Pierre Guerlain afirmou que o temo representa duas tendências muito diferentes: "Uma sistemática ou essencialista, que é uma forma de preconceito face a todos os americanos. A outra refere-se à forma como críticas aos Estados Unidos são rotuladas como 'antiamericanas' por apoiantes das políticas dos EUA numa tentativa ideológica de desacreditar os seus oponentes". Guerlain argumenta que este dois "tipos ideais" de antiamericanismo podem por vezes fundir-se, fazendo argumentar sobre o fenómeno particularmente difícil. Outros estudiosos sugeriram que um plural de antiamericanismos, específico no país e período temporal, descrevem mais precisamente o fenómeno que qualquer generalização ampla. O amplamente usado "sentimento antiamericano" menos explicitamente implica uma ideologia ou sistema de crença.
Globalmente, crescimento nas atitudes anti-americanas parecem ter correlação com políticas ou ações particulares, como as guerras do Vietname e do Iraque. Por esta razão, os críticos por vezes argumentam que o rótulo é um termo de propaganda que é usado para descartar qualquer censura dos Estados Unidos como irracional. O historiador americano Max Paul Friedman escreveu que durante a história americana o termo tem sido mal usado para abafar discórdia doméstica e deslegitimar quaisquer críticas estrangeiras. Segundo a análise do historiador alemão Darius Harwardt, o termo hoje em dia é maioritariamente usado para abafar debate tentando desacreditar pontos de vista que se opõem às políticas americanas.

## História

### Séculos 18 e 19

#### Tese de degeneração
Nos meados a fins do século dezoito, uma teoria emergiu entre alguns intelectuais europeu que dizia que a massas de terra do Novo Mundo eram inerentemente inferiores às da Europa. Defensores desta chamada "tese de degeneração" tinham a opinião que extremos climáticos, humidade e outras condições atmosféricas na América fisicamente enfraqueciam tanto homens como animais. O autor americano James W. Ceaser e o autor francês Philippe Roger interpretaram esta teoria como "um tipo de pré-história de antiamericanismo" e tem (nas palavras de Philippe Roger) sido uma "constante" histórica desde o século 18, ou outra vez um "bloco semântico" infinitamente repetitivo. Outros, como Jean-François Revel, examinaram o que está escondido por detrás desta ideologia 'influente'. Supostas provas para a ideia incluíam a pequenez da fauna americana, cães que pararam de ladrar, e plantas venenosas; uma teoria afirma que o Novo Mundo emergiu do Dilúvio mais tarde que o Velho Mundo. Os nativos americanos eram considerados débeis, pequenos, e sem ardor.
A teoria foi originalmente proposta pelo Conde de Buffon, um naturalista francês, em Histoire Naturelle (1766). O escritor francês Voltaire juntou-se a Buffon e outros em criar o argumento. O holandês Cornelius de Pauw, filosofo da corte de Frederico II da Prússia, tornou-se o seu defensor principal. Enquanto Buffon se concentrava no ambiente biológico americano, de Pauw atacava as pessoas que eram nativas do continente. James Ceaser afirmou que a denúncia da América como inferior à Europa foi parcialmente motivada pelo medo do governo alemão de emigração em massa; de Pauw foi chamado para convencer os alemães que o Novo Mundo era inferior. De Pauw também é conhecido por ter influenciado o filósofo Immanuel Kant numa direção semelhante.
De Pauw disse que o Novo Mundo era impróprio para habitação humana porque era, "tão mau por natureza que tudo o que contem é ou degenerado ou monstruoso". Ele afirmou que, "a terra, cheia de putrefação, foi inundada com lagartos, cobras, serpentes, répteis e insetos". Tendo uma perspetiva a longo-termo, ele anunciou que ele estava, "certo que a conquista do Novo Mundo...tem sido o maior de todos os infortúnios que a humanidade teve."
A teoria facilitou os seus defensores a argumentarem que o ambiente natural dos Estados Unidos iria impedir-lo de alguma vez produzir uma cultura verdadeira. Ecoando de Pauw, o enciclopedista francês Abbé Raynal escreveu em 1770, "América ainda não produziu um bom poeta, um matemática capaz, um homem de génio numa só arte ou numa só ciência". A teoria foi debatida e rejeitada por pensadores americanos como Alexander Hamilton, Benjamin Franklin, e Thomas Jefferson; Jefferson, em Notas no Estado de Virgínia (1781), forneceu uma refutação detalhada a de Buffon de um posto de vista científico. Hamilton também refutou vigorosamente a ideia em Federalist No.11 (1787).
Um crítico, citando as ideias de Raynal, sugere que era especificamente estendido às Treze Colônias que se iriam tornar nos Estados Unidos.
Roger sugere que a ideia de degeneração postulou uma América simbólica, como também científica, que iria evoluir além da tese original. Ele argumenta que as ideias de Buffon formaram a raiz de uma "estratificação de discursos negativos" que se têm repetido durante a história da relação dos dois países (e tem sido correspondida pela persistente Francofobia nos Estados Unidos).

#### Cultura
Segundo Brendan O'Connor, alguns europeus criticavam os americanos por falta de "gosto, graça e civilidade", e por terem um caráter descarado e arrogante. A autora britânico Frances Trollope observou no seu livro de 1832 Domestic Manners of the Americans (Maneiras Domésticas dos Americanos), que a maior diferença entre os ingleses e os americanos era "falta de refinamento", explicando: "esse verniz[,] que remove as partes mais grossas e ásperas da nossa natureza[,] é desconhecido e nunca sonhado com" na América. Segundo uma fonte, o seu relato "fez sucesso em chatear americanos mais que qualquer livro escrito por um observador estrangeiro antes ou desde aí". O relato crítico do escritor inglês Frederick Marryat no seu Diary in America, with Remarks on Its Institutions [Diário na América, com Observações das Suas Instituições] (1839) também foi controverso, especialmente em Detroit onde um efígie do autor, junto com os seus livros, foi queimado. Outros escritores críticos da cultura e maneiras americanas incluem o bispo Talleyrand na França e Charles Dickens na Inglaterra. O romance de Dickens Martin Chuzzlewit (1844) é uma sátira feroz da vida americana.

Fontes de ressentimento americano são evidentes depois das Revoluções de 1848 e as subsequentes lutas de classe europeias. Em 1869, depois de uma visita ao seu país de nascimento, o imigrante sueco, Hans Mattson observou que,
"...a ignorância, preconceito e ódio à América e tudo relevante a ela entre a aristocracia, e especialmente titulares de cargos, era tão imperdoável como era ridículo. Foi alegado por eles tudo era uma farsa na América, que era o paraíso dos canalhas, trapaceiros, e patifes, e que nada bom podia possivelmente sair de lá."
Depois de 7 anos nos EUA, Ernst Skarstedt, um graduado da Universidade Lund e nativo sueco, voltou à Suécia em 1885. Ele queixou-se que, nos círculos da classe alta, se ele "dissesse algo sobre a América, podia acontecer que em resposta (ele) era informado que isto não possivelmente podia ser ou que o assunto era melhor entendido na Suécia". A dedicação da Estátua da Liberdade em 1886 solidificou O "New Colossus" como um farol para as "massas encolhidas" e a sua rejeição de "pompa histórica" do Velho Mundo.
Simon Schama observou em 2003: "No final do século dezanove, o estereótipo do americano feio – voraz, moralista, mercenário, e bombasticamente chauvinista – estava firmemente no lugar na Europa". O'Connor sugere que tais preconceitos eram enraizados numa imagem idealizada do refinamento europeu e que a noção da alta cultura europeia oposta à vulgaridade americana não desapareceu.